# Lukas Hemleb
Lukas Hemleb (né Lukas Hemmleb) est un metteur en scène né en 1960 à Bad Homburg vor der Höhe (Hesse, Allemagne). Il est le frère de la documentariste Maria Hemmleb.

## Biographie
« La particularité de Lukas Hemleb est de ne pas se trouver là où on l'attend » a-t-on pu lire il y a quelques années. Son travail franchit aisément les frontières géographiques ainsi que les barrières esthétiques. Le double ancrage dans la culture de ses origines allemandes et dans la culture française de son pays d’adoption le caractérise aussi bien que son penchant pour la transgression des genres, sa passion pour la musique, son goût des langues et la curiosité pour la littérature russe et, depuis quelques années, pour la culture chinoise.
Lukas Hemleb a découvert le théâtre en Allemagne, à Francfort et à Berlin. Au début des années 1980 il continue son apprentissage en partant à l’étranger. Il vit d’abord en Italie et en Belgique et, au début des années 1990, après avoir réalisé quelques projets au Cameroun et du Nigeria, il s’installe en France, où il se fait vite connaître par ses projets hors des chemins battus.
De nombreux théâtres ont présenté ses mises en scène, à Paris et ailleurs : le Théâtre de l’Odéon, la Comédie-Française, la MC 93 de Bobigny, le Théâtre de Gennevilliers, le Théâtre Gérard-Philipe de Saint-Denis, le Théâtre des Abbesses, le théâtre Vidy-Lausanne, le Burgtheater de Vienne, pour en nommer quelques-uns. La Maison de la Culture de Bourges, puis celle d’Amiens ont accompagné son travail. Celui-ci tourne autour de poètes comme Daniil Harms, Osip Mandelstam, Marina Tsvetaïeva et Dante. Parmi les auteurs contemporains, Lukas Hemleb a mis en scène Daniel Danis, Gregory Motton, Copi, Pierre Charras, Laura Forti et Jon Fosse. Il a aussi abordé des classiques comme Shakespeare, Molière, Lessing et… Feydeau.
Son intérêt pour la formation et l’enseignement l’a conduit à diriger des ateliers à l’École nationale supérieure d’art dramatique du Théâtre national de Strasbourg, au Conservatoire national supérieur d'art dramatique et au Conservatoire national supérieur de musique et de danse de Paris. Pendant trois ans il a occupé le poste de professeur associé à l’École normale supérieure lettres/sciences humaines à Lyon. Il est membre du comité directeur du Jeune Théâtre national.
À l’opéra, il a collaboré avec des compositeurs vivants (Benedict Mason, Philippe Hersant, Antonio Pinho Vargas, Gilbert Amy, Elena Kats-Chernin) et il a mis en scène des œuvres du grand répertoire, de Verdi et de Mozart. Son nom apparaît de plus en plus sur les grandes scènes lyriques, en particulier par ses mises en scène dans le domaine du baroque : Telemaco d’Alessandro Scarlatti, créé en 2005 au Schwetzinger Festspiele, a été repris à Düsseldorf, à Duisbourg et à Heilbronn ; Ariodante de Haendel, créé en 2007 au théâtre des Champs-Élysées, a été repris à Vienne en 2008 ; Niobe, regina di Tebe d’Agostino Steffani, créé en 2008 à Schwetzingen, est repris la même année à Lisbonne, à Londres et à Luxembourg.
Figure de Pierre Charras, une fantaisie libre sur la peinture de Francis Bacon, jouée par Denis Lavant, a été tournée en Suisse, en France et au Canada. Sa mise en scène du Dindon de Feydeau à la Comédie-Française en 2003 a été plusieurs fois retransmise par la télévision française et allemande (Arte, France 3, Télé 7). Sa mise en scène du Misanthrope de Molière à la Comédie-Française en 2007 a été jouée en tournée dans toute la France et au Festival de Otoño à Madrid. Également en 2007, le théâtre Gérard-Philipe de Saint-Denis a présenté son adaptation de La Marquise d’O de Heinrich von Kleist, adaptation qui a reçu une nomination aux Molières en 2008. En juin 2008, le théâtre des « Bouffes du Nord » a montré quelques représentations de sa mise en scène de Par cœur, spectacle musical avec Hanna Schygulla, d’après un texte de Jean-Claude Carrière. En 2009 il a mis en scène Phèdre de Marina Tsvetaeva, en russe, avec les comédiens de la troupe du théâtre Pouchkine et le soutien du Festival Tchekhov à Moscou. Il a aussi signé la mise en scène de Giulio Cesare de Haendel à l’opéra de Dortmund en Allemagne et vient de renouveler sa mise en scène de Niobe, regina di Tebe d’Agostino Steffani à l’Opéra Covent Garden à Londres.
Entre-temps il continue d’explorer le monde chinois par sa collaboration avec des artistes taïwanais travaillant dans le domaine de la musique traditionnelle « nanguan ». Le spectacle La Déesse de la rivière Luo, créé en 2006 à Taipei et en tournée en France par la suite, a été repris à l’Intérieur de la Cité interdite à Pékin en octobre 2008. En 2008 il a créé un opéra contemporain, du compositeur taïwanais Gordon Chin au théâtre national de Taïpei. En 2010 il a créé Feather, un opéra contemporain avec de la musique nanguan, avec l’artiste taïwanaise Wang Xin Xin, qui a été invité au New Vision Arts Festival à Hongkong.
Sa mise en scène de Harper Regan du dramaturge anglais Simon Stephens, créée à Amiens le 10 janvier 2011, a été à l’affiche au Théâtre du Rond-Point à Paris du 19 janvier au 19 février suivants.
En 2012 il était lauréat de la Villa-Médicis-hors-les-murs pour un séjour de sept mois à la Villa Kujoyama à Kyoto. 
Les années 2013 à 2016 étaient consacrées à une série de mises en scène d'opéra: en 2014 Lohengrin à Madrid, en 2015 Iphigénie en Tauride (Gluck) à Genève, en 2016 Tosca à Kiel en Allemagne, Falstaff à Genève, et Les Huguentots (Meyerbeer) à Kiel. 
En 2017 il a repris ses activités à Taiwan, pour une collaboration avec la compagnie d'opéra traditionnel Yi Xin pour une adaptation d'une comédie de Marivaux, Le jeu de l'amour et du hasard, en taïwanais, présenté au Taipei Arts Festival. Il travaille depuis 2016 au projet d'un spectacle musical pour lequel il a adapté le roman L'homme aux yeux de facettes de Wu Ming-Yi, dont la création est prévue en 2021 au Théâtre National de Taichung, en co-production avec le nouveau Taipei Performing Arts Center, encore en construction, et la Maison de la Culture d'Amiens.
En 2018 l'Académie des Sciences Morales et Politiques de l'Institut de France lui a attribué le prix de la Fondation Culturelle Franco-Taïwanaise.